# Європейці (фільм)
«Європейці» (англ. The Europeans) — фільм 1979 року режисера Джеймса Айворі, британської кінокомпанії Merchant Ivory, спродюсований Ізмаїлом Мерчантом, за сценарієм Рут Пройєр Джабвала, заснований на однойменній новелі Генрі Джеймса.

## Сюжет
Дія відбувається в другій половині XIX століття. Вентворт — одна з поважних родин Нової Англії, що проживає недалеко від Бостона. Одного разу в їх будинку з'являються далекі родичі, які прибули з Європи, — Фелікс Янг і його сестра Євгенія, що має завдяки невдалому шлюбу титул баронеси. Прибульці, спочатку зачаровані патріархальною атмосферою американської глушини, і самі опиняються в центрі уваги місцевої громади. Однією з їх цілей є вдалий шлюб з багатими американськими родичами. І якщо відносини Фелікса з кузиною Гертрудою виявляються цілком щасливими, то залицяння Роберта Ектона до дещо відстороненої Євгенії ні до чого не приводять.

## У головних ролях
- Лі Ремік — Євгенія Янг
- Робін Елліс — Роберт Ектон
- Веслі Едді — містер Вентворс
- Тім Чоут — Кліффорд
- Ліза Айнхорн — Гертруда
- Крістін Гріффіт — Ліззі Ектон
- Ненсі Нью — Шарлотта
- Норман Сноу — містер Бренд
- Хелен Стенборг — місіс Ектон
- Тім Вудворд — Фелікс Янг
- Гедда Петрі — Августіна

## Локації
- Barrett House, 79 Main Street, New Ipswich, New Hampshire, USA
- Bullard-Barr House, New Ipswich, New Hampshire, USA
- Concord, Massachusetts, USA
- Gardner-Pingree House, 128 Essex Street, Salem, Massachusetts, USA
- Lyman Estate, 185 Lyman Street, Waltham, Massachusetts, USA
- Salem Maritime National Historic Site, 174 Derby Street, Salem, Massachusetts, USA

## Нагороди та номінації
«Європейці» баrато разів номіновані, але жодного разу не нагороджені. Фільм був номінований на Золоту пальмову гілку Каннського кінофестивалю 1979 року, Премію американської кіноакадемії 1980 року за найкращий дизайн костюмів (Джуді Муркрофт), як найкращий закордонний фільм на «Золотий глобус» 1980 року, а також на премію БАФТА 1980 року за найкращий дизайн костюмів.